# Holophaea vesta
Holophaea vesta là một loài bướm đêm thuộc phân họ Arctiinae, họ Erebidae.